# Quintanilla de Trigueros
Quintanilla de Trigueros è un comune spagnolo di 115 abitanti situato nella comunità autonoma di Castiglia e León.